# Аварія Airbus А300 у Багдаді після ураження ракетою
Аварія сталася 22 листопада 2003 року. Літак Airbus А300, реєстраційний номер OO-DLL виконував вантажний рейс із Багдада до Бахрейну. Переліт не довгий, тому злітна вага 100 тонн, при максимальній 165,9 тонни.

## Екіпаж літака

OO-DLL

Командир Eric Gennotte, Загальний наліт годин 3300, з них на А300 — 1786.
Другий пілот Steeve Michielsen, Загальний наліт годин 1275, з них на А300 — 199.
Бортінженер Mario Rofail, Загальний наліт годин 13 423, з них на А300 — 1709.

## Опис події
Літак набирав висоту на швидкості 215 вузлів, що відповідало режиму набору з максимальним кутом нахилу траєкторії. На висоті 8000 футів ліве крило було вражене ракетою 9К32 переносного зенітного комплексу Стріла-2.
Бортінженер одразу ж доповів про втрату двох гідросистем. Через 20 секунд командир відчув, що літак перестав керуватися, оскільки витекла остання гідросистема. Елерони, кермо напрямку і кермо висоти стали «плавати», тобто вільно переміщатися під впливом потоку, що набігає. Інтерцептори та керований стабілізатор завмерли в тому положенні, в якому їх застала відмова гідросистеми. Передкрилки та закрилки були прибрані та також завмерли.
Паливний бак, у який потрапила ракета, був повний палива. Парів палива не було, тому бак не вибухнув. Почалася пожежа і швидкий витік палива з лівого крила.

### Принципи керування літака за допомогою двигунів

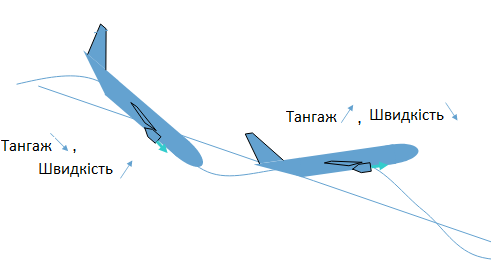
Фугоїдні коливання

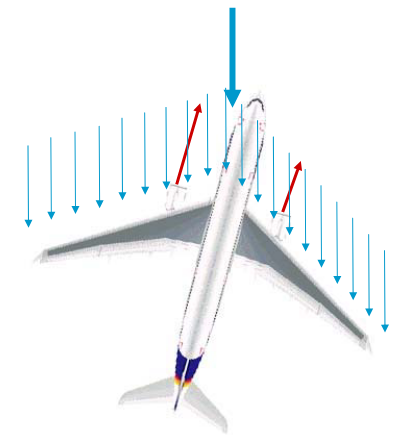
Створення ковзання асиметричною тягою

Літак, такий як А300 (з двигунами, розташованими під крилом нижче за центр мас), реагуватиме на зміну тяги двигунів у такий спосіб: змінюватиметься тангаж (збільшення тяги — кабріруючий момент), змінюватиметься швидкість, але зміна швидкості матиме тимчасовий характер.
Літак виконуватиме фугоїдні (довгоперіодичні, на практично постійному куті атаки зі слабким загасанням) коливання за кутом нахилу траєкторії. При цьому потенційна енергія висоти польоту буде переходити в кінетичну енергію швидкості та навпаки.
Тяга двигунів стає засобом управління за тангажем: кермо висоти не працює; стабілізатор балансує літак на тому куті атаки, який відповідав балансуванню в момент відмови гідросистем; момент тяги двигунів — єдиний керувальний момент. Зменшення режиму двигунам дає пікірувальний момент — літак у процесі коливань поступово балансується на меншому куті атаки, тобто на більшій швидкості. Хоча початкова реакція літака буде — зменшення швидкості.
Симетрична зміна тяги двигунів дає змогу керувати тангажем і, завдяки цьому, вертикальною швидкістю зниження. Але зафіксувати заданий тангаж неможливо, що сильно ускладнює візуальне витримування траєкторії. Швидкість літака не керується безпосередньо тягою двигунів, як це відбувається в нормальному польоті, а є функцією від траєкторного кута зниження. І це треба сприймати як, хоч і небажаний, але неминучий результат управління траєкторією.
Єдиний спосіб керувати літаком за креном це використання асиметричної тяги двигунів. Збільшуючи тягу на одному з двигунів (наприклад, лівому), ми створюємо ковзання на ліве крило, і стійкий за креном літак почне кренитися праворуч, але робитиме це з деякою затримкою.
Таким чином літаком керувати можна, але дуже не просто.

### Завершення польоту

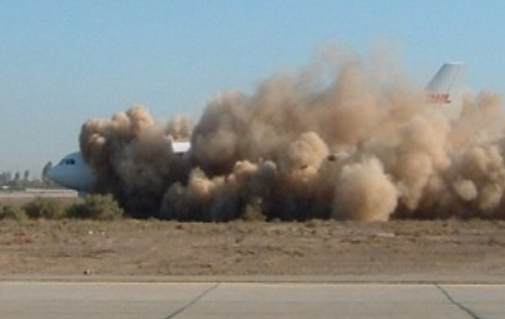
Завершення пробігу

Екіпаж

Після удару ракети літак перебував у стані наростальної асиметрії — ліве крило: частина крила була відсутня, профіль крила був змінений, з нього активно витікало паливо. Літак мав тенденцію кренитися вліво.
Перші дві хвилини, поки екіпаж не втручався в управління креном, крен літака змінився від 12° вправо до 22° вліво. Після цього пілоти керували креном за допомогою створення ковзання тягою двигунів.
Насамперед щоб обмежити зростання швидкості, вони випустили шасі. Потім, освоївши управління тангажем, вони освоїли управління креном (були перевищення крену понад 30°). Після цього вони вирішили заходити на посадку (на лівому крилі пожежа!)
При цьому вони стежили за лівою групою паливних баків і були готові перекачувати туди паливо, попри течію і пожежу, оскільки їм потрібно було за всяку ціну забезпечити роботу обох двигунів.
На аеродромі був досить сильний 20 вузлів поривчастий вітер зліва під 40°. Вони вибрали для посадки найдовшу ЗПС 33 Праву, але в процесі заходу ближчою виявилася 33 Ліва і вони сіли на неї.
Екіпаж впорався з фугоїдними коливаннями, асиметрією за креном і бічним вітром. Через 25 хвилин після ураження ракетою літак приземлився з позитивним кутом тангажу, правим креном 10°, ухиленням за курсом 8° і вертикальною швидкістю менше ніж 600 футів/хвилину.
Літак швидко зійшов із ЗПС і котився піщаним ґрунтом. Завдяки увімкненому реверсу двигунів і піску пробіг до повної зупинки склав 1 км. Не беручи до уваги колеса шасі, що лопнули, літак залишився цілий (крім лівого крила). Екіпаж був нагороджений за відмінну роботу.

### Висновок

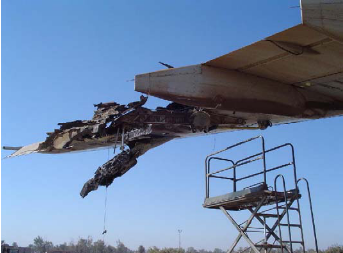
Ліве крило

Це була перша в історії авіації посадка літака керованого тільки тягою двигунів, яка закінчилася без людських жертв. Порівнюючи цей політ із рейсом 232 United Airlines, можна сказати, що сприятливими факторами стали:
- менша маса літака, що призвело до меншого періоду фугоїдних коливань (менша інерція);
- завмирання стабілізатора сталося на меншій швидкості, що призвело до балансування літака на меншій швидкості та, відповідно, меншої вертикальної швидкості зниження (600 футів/хвилину порівняно з 1620 футів/хвилину).

Загальні принципи такого виду заходу на посадку:
- тангажем керувати тягою двигунів;
- прагнути до витримування вертикальної швидкості, не намагатися витримувати поступальну швидкість;
- креном керувати асиметрією тяги (істотні затримки в реакції літака);
- не прибирати режим двигунів до самого торкання землі.